# لوسیل تیزدیل-کورتی
لوسیل تیزدیل-کورتی (انگلیسی: Lucille Teasdale-Corti; ۳۰ ژانویهٔ ۱۹۲۹ – ۱ اوت ۱۹۹۶) پزشک و جراح اطفال کانادایی بود که از سال ۱۹۶۱ تا زمان مرگش در سال ۱۹۹۶ در اوگاندا خدمت کرد. او با وجود مشکلات فراوان از جمله جنگ داخلی و همه‌گیری ایدز، به همراه همسرش یک بیمارستان دانشگاهی در شمال اوگاندا تأسیس کرد. وی همچنین برندهٔ جوایزی همچون رتبهٔ عضو نشان کانادا شده است.

## زندگی‌نامه
لوسیل تیزدیل در ۳۰ ژانویه ۱۹۲۹ در مونترال، کبک به دنیا آمد و چهارمین فرزند از هفت فرزند خانواده بود. پدرش قصابی سخاوتمند در محله کارگرنشین شرق مونترال بود.
در سال ۱۹۴۱ وارد دبیرستان کاتولیک شد که متعلق به یکی از اولین جوامع راهبه‌های کانادا بود و به آموزش اختصاص داشت. پس از شنیدن سخنان برخی راهبه‌هایی که در چین به عنوان مبلغ مذهبی فعالیت می‌کردند، در ۱۲ سالگی تصمیم گرفت پزشک «در هند شرقی» شود.
در سال ۱۹۵۰ با دریافت بورسیه تحصیلی وارد دانشکده پزشکی دانشگاه مونترال شد. از بین ۱۱۰ دانشجوی کلاس او، تنها ۱۰ نفر زن بودند که هشت نفر از آن‌ها پس از سال اول به تحصیل ادامه دادند. او در سال ۱۹۵۵ با درجه ممتاز فارغ‌التحصیل شد و دوره انترنی خود را در مرکز بیمارستانی دانشگاهی سنت-ژوستین مونترال، یک مرکز بهداشتی دانشگاهی مخصوص کودکان و زنان باردار وابسته به دانشگاه مونترال گذراند.
در دوران انترنی با پزشک ایتالیایی، پیرو کورتی آشنا شد که در حال گذراندن دوره تخصص پزشکی کودکان از دانشگاه پاویا (ایتالیا) بود و دو دوره کارآموزی (۱۹۵۶–۱۹۵۵ و ۱۹۵۸–۱۹۵۷) در بیمارستان سنت ژوستین داشت. هر دو پزشک آرزوی کار در جایی که بیشترین نیاز را دارد، داشتند. اما همان‌طور که کورتی گفته بود: «او همیشه بیش از حد مشغول کار بود.»
پس از پایان انترنی، در سال ۱۹۵۸ در مدرسه فوق‌تخصص جراحی اطفال ثبت‌نام کرد. دو سال اول را در بیمارستان مایزونوو و اوتل-دیو مونترال گذراند. برای گذراندن دوره نهایی کارآموزی در خارج از کشور به چند بیمارستان در ایالات متحده درخواست داد اما رد شد. به گفته زندگینامه‌نویس او، میشل آرسنو، برخی صراحتاً گفتند که به این دلیل است که او زن است.
در سال ۱۹۶۰ برای گذراندن سال آخر کارآموزی به فرانسه رفت و در بیمارستان لا کونسپسیون مارسی مشغول به کار شد.

## اوگاندا
در حین کار در مارسی، لوسیل تیزدیل کارت پستالی برای پیرو کورتی فرستاد و از او دعوت کرد تا به دیدارش بیاید. پس از بازدید از چند مکان امیدوارکننده در آفریقا و هند، پیرو کورتی تصمیم گرفته بود در یک بیمارستان کوچک ۳۰ تختخوابی مبلغین مذهبی نزدیک گولو (شمال اوگاندا) کار کند. او در حال آماده‌سازی اولین محموله تجهیزات پزشکی بود که قرار بود توسط نیروی هوایی ایتالیا که در مأموریت سازمان ملل در کنگو شرکت داشت، حمل شود. پیرو از لوسیل دعوت کرد تا «فقط برای چند ماه» با او برود تا فعالیت جراحی را آغاز کنند. او فقط می‌توانست هزینه سفر و سیگارهایش را بپردازد. لوسیل پذیرفت و با همان هواپیمای نیروی هوایی ایتالیا به اوگاندا سفر کرد.
پس از ورود به اوگاندا در سال ۱۹۶۱، لوسیل ملزم به دریافت مجوز پزشکی شد اما متوجه شد که ابتدا باید دو ماه دوره انترنی را بگذراند. او را به یکی از جراحان بیمارستان دانشگاهی مولایگو پایتخت معرفی کردند که پس از مصاحبه، به او اجازه داد مستقیم به لاکور برود. این جراح دکتر دنیس پارسونز بورکیت بود که اولین بار سرطان کودکان را که به نام او لنفوم بورکیت نامیده می‌شود، توصیف و مطالعه کرد.